# Derobrachus brevicollis
Derobrachus brevicollis är en skalbaggsart som beskrevs av Audinet-serville 1832. Derobrachus brevicollis ingår i släktet Derobrachus och familjen långhorningar. Inga underarter finns listade i Catalogue of Life.